# Kuňka pralesní
Kuňka pralesní (Barbourula busuangensis) je druh filipínské žáby z čeledi kuňkovití (Bombinatoridae). Spolu s kuňkou bornejskou (B. kalimantanensis) utváří rod Barbourula. Vědeckého popisu se dočkala v roce 1924.

## Výskyt
Kuňka pralesní je endemitním druhem západních Filipín, vyskytuje se na ostrovech jako Busuanga, Culion (nejistý výskyt), Palawan a Balabac. Typicky žije v neznečištěných, rychle tekoucích bystřinách a řekách v nížinných deštných pralesích, a to do nadmořské výšky asi 800 metrů. Vyhýbá se životu na otevřených stanovištích mimo lesní podrost a je také značně citlivá na změny stanovišť a znečišťování vod.
Blízce příbuzná kuňka bornejská (B. kalimantanensis) se vyskytuje na ostrově Borneo. Podobné rozšíření kuněk poukazuje na podobnost fauny západních Filipín a Velkých Sund, která může být důsledkem existence pevninského mostu mezi Sundalandem a Filipínami během globálního zalednění.

## Popis
Kuňka pralesní je mohutný druh žáby, jež se adaptovala na život v rychle tekoucích vodách. Vyznačuje se mj. zploštělým tělem, svalnatými končetinami, plovacími blánami mezi prsty a nozdrami a očima na vrcholu hlavy. Zbarvení je nenápadné, například olivové či hnědé, s některými tmavšími znaky. Kůže je poseta malými bradavicemi.
O biologii kuňky pralesní je známo jenom minimum informací, především kvůli jejímu skrytému způsobu života ve vodních tocích. Pod kameny ve vodě samice klade i snůšku asi 80 velkých vajíček. Vzhledem k tomu, že nikdy nebylo pozorováno stadium pulce a vajíčka jsou velká a nepigmentovaná, podle některých hypotéz prodělávají kuňky pralesní raritní přímý vývoj bez stadia pulce. Spolehlivé důkazy nicméně scházejí. Ozývá se nízkofrekvenčním voláním.

## Ohrožení
Mezinárodní svaz ochrany přírody (IUCN) považuje ve svém vyhodnocení stavu ohrožení z roku 2018 kuňku pralesní za téměř ohrožený druh, celkový trend populace je klesající. Hlavní hrozbou je především postupující ztráta přirozeného prostředí v důsledku rozšiřování lidských sídel, zemědělských oblastí a plantáží, těžby dřeva a surovin či znečišťování. Byť v nedotčených nížinných lesích může být denzita těchto žab vysoká, jednotlivé lokality se stávají čím dál více roztříštěné. Na ostrovech Basuanga či Culion již došlo k vymýcení většiny místních lesů a IUCN poukazuje na fakt, že kdyby kuňka z těchto oblastí vymizela, bude vyžadovat zařazení do některé z kategorií pro obecně ohrožené druhy.